# سليم زنجير
سليم عبد القادر زنجير (1372- 1434 هـ / 1953- 2013 م) أديب ومفكِّر وشاعر سوري، وداعية خطيب، عمل في قناة سَنا للأطفال. له أكثر من عشرة أشـرطة لأناشـيد الأطفال، أشهرها: الطفل والبحر، أغلى هدية، عودة ليلى، نشيد المستقبل، طائر النورس. وهو عضو مؤسس في رابطة الأدب الإسلامي العالمية.

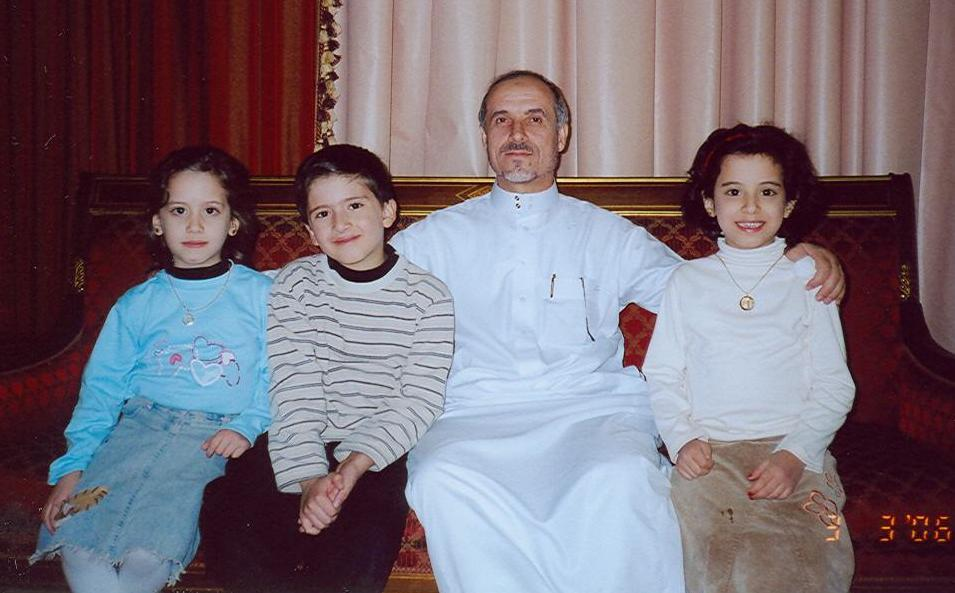
الشاعر سليم زنجير مع عدد من الأطفال الفصحاء: أحمد ذو الغنى، وغيداء صوان، وأمل صوان

## سيرته
وُلِد سليم عبد القادر زَنْجِير في حي الكلَّاسة العريق في حلب الشهباء، يوم الاثنين 4 شوال 1372هـ الموافق 15 يونيو (حَزِيران) 1953م. وفيه نشأ وتعلَّم وعلَّم، ونشر قصائده في عدد من المجلات منها "حضارة الإسلام" و"الشهاب" و"منار الإسلام". ألقى عشَرات الخطب المِنبرية في مساجد حلب وريفها، منتقدًا فيها تجاوزات التسلط والتمييز الطائفي في عهد حزب البعث. وكان خطيبَ معسكر التدريب الجامعي في يوم الجمعة. 
يُعَدُّ رائدَ التجديد في النشيد الإسلامي، وفي كلمات القدود والروح الفكرية الواعدة الحاثة على العمل والأمل، وأنشأ مجموعة موهوبة من زملائه طلَّاب الجامعة وأصدقاء المسجد لأداء وتقديم المسرحيات الهادفة ذات العُمق التاريخي والمدى المستقبلي والمعالجة الدرامية للمشكلات القائمة.
وهو من مؤسسي وأعضاء رابطة الأدب الإسلامي العالمية، ورابطة أدباء الشام، وجمعية الآداب والفنون بحلب، ومجموعة سَنا الإعلامية.

### اعتقاله وهربه
لنشاطه الدعوي ألقي القبض عليه وحكم عليه نظام حزب البعث بالإعدام حضوريًّا عام 1979. ولكنه استطاع الهرب من معتقَل كفر سوسة في دمشق، ليلة 21 مايو 1980، مع سبعة عشر سجينًا سياسيًّا كانت جرت محاكماتهم السرِّية في محكمة أمن الدولة بدمشق، برئاسة فائز النُّوري، وبقيت جلسة النطق بالحُكم وهو الإعدام، إلا أن آمر السجن الشاب الشهيد طاهر حوري عمل على تهريبهم عندما أيقن بالظلم الواقع عليهم.

## مؤلفاته
- انشودة النور ملء عيوني
- انشودة أتيتك أعلن ذلي وفقري
- انشودة حياتي كلها لله
- انشودة النصر للإسلام
- انشودة قد اقبل ينشر سره.. رجل تغلبه العبرة
- وانشودة علمني أسرار حياتي
- وانشودة لاتسلني من انا
- انشودة مولد أحمد

(عَائشة بنتُ الصِّدِّيقْ - الطفل والبحر- صلوات - أبو بكر الصديق- وطني الغالي ما أحلاه - مدرستي- أختي ليلى
- صباح الخير ياامى - قلب المؤمن - بساط الــريح - من يقدر أن ينسى مرة - أم الشهيد - صرخة عصفور
-الأرض أرضنا - الدنيا - البلبل - الشجرة - الشمسُ الرائعةُ الشمسُ - عُصفور فوق الشَّجرة - ما أجملَ القمرَ
-النحلة - المطر - ماءُ النهرِ - طائر النورس -الجبل - عسل - الصقر - الغابة الصغيرة - الغزالة - خالتي)
- الليل - عمى - فراشتان - جدتى - انا اسف - ربى - في انتظار ليلى - ليلى والطيور - بسم الله
- -القدس - بلادنا القدس - ابحث عن انسان - رسول الله - الحج - رمضان - نعمة الله - اعظم انسان
- - (اقرأ) كانت أول كلمة - طريق جميل - بطال الابطال - الهجرة - امى الحبيبة - ابى - اخى واختى
- -صديقى - ميمونة - مااحلى العيد - افراح العيد - كتب حلوة - أحلى رحلة - الطيور المهاجرة
- -شجاعة طفل - أحب المدينة - الله معي - ابتكار - البحر صديقنا - الطفولة - حديقة بيتنا الخضراء
- -حدائق - فرحة الحب - المعلم - ضيوف الرحمن - علي بن أبي طالب - الغني والفقير -
- نحب محمداً - قلب سمح - نحب كل الأنبياء - الام - بلال بن رباح - معنى الصداقة
- الفيل والغابة - سنا احبها انا - الله ربى - نزهة نحلة

### شعر
من أهم أعمال الشاعر سليم عبد القادر زنجير:
1. ألبوم أرضنا الطيبة
2. ألبوم الطفل والبحر
3. ألبوم الفرسان
4. ألبوم سر الحياة
5. ألبوم صباح الخير يا أمي
6. ألبوم طائر النورس
7. ألبوم عودة ليلى
8. ألبوم نشيد المستقبل
9. أناشيد الروضة - قناة سنا
10. البوم إجازة صيف
11. من ألبوم أعظم إنسان
12. من ألبوم أيام حلوة
13. وانشودة مــــولد أحمد

### أعمال أدبية
صدر لعبد القادر عشرات الأعمال الشعرية والنثرية والروائية:
سليم زنجير كتب الشعر، وأصدر بهذا مجموعات معروفات، كما كتب الرواية، وسطَّر النثرَ؛ فوُلِدت مجموعة (القادمون الجدد)، تَحدَّث عن أصالة الفكرة وعمقها، من خلال منظومتها الأخلاقية وحَمْل الأجيال لها، فكان (نعيم الروح)، وصدَق من وصَفه بأنه: رائد الأدب الإسلامي، في فن الأنشودة.
سنة 1973م حصلت حرب تشرين لكن أيضا حصل أول منعطف في حياته عندما نشر فاتحة قصائده وعمره 19 عاما والتي بدأها بقوله: لا تعذليني يا دموعي إن سفكتك للخدود / لا تعذليني أو تقولي لم تعد ترعى العهود.
كتب بعض القصائد عن الثورة السورية
- قصيدة: خاين يلي بيقتل شعبوا
- قصيدة: السجن جنّاتٌ ونارُ
- قصيدة: ستنصرون
- قصيدة: طالع ع الموت يا أمي
- قصيدة: سقطت جدران الخوف
- قصيدة: لن أركع
- قصيدة: غنّت حماه

## جوائزه
- جائزة الدولة التقديرية لأدب الطفل في دولة قطر عام 2008، عن مجموعته (ألبوم) صباح الخير يا أمِّي. وتنتشر نصوصه في عدد كبير من المناهج التعليمية العربية.
- الجائزة الذهبية في القاهرة 2001، عن مجموعته (ألبوم) عودة ليلى.
- الجائزة البرونزية في البحرين 2001، عن مجموعته (ألبوم) طائر النورس.
- الجائزة الذهبية في عمَّان 2010، عن أنشودتيه أغلى هدية وخالتي.

## آخر قصائده
قصيدة: ما قاله الله يَكفيني ويُرضيني

## وفاته
توفي سليم عبد القادر زنجير في المستشفى العسكري بمدينة الرياض، ليلة الثلاثاء 25 رجب 1434هـ الموافق 4 مايو (أيَّار) 2013م، ونُقل جُثمانه إلى مكة المكرَّمة، فصُلِّي عليه في المسجد الحرام، ودُفن هناك.